# Karutha Pakshikal
Karutha Pakshikal (malajalam: കറുത്ത പക്ഷികള്‍ tzn. Czarne ptaki) – indyjski dramat społeczny i rodzinny zrealizowany w 2006 roku w języku malajalam. W rolach głównych Mammootty, Padmapriya, Meena i dziewczynka Baby Malavika Nair. W drugoplanowych Sreya, Jagathy Sreekumar, Salim Kumar, Baby Suhaila, Master Tejas. Reżyserem filmu jest Kamal (Raapakal, Gramaphone, Zameer, Perumazhakalam).

## Fabuła
Thrissur. Łagodny, pokornie przyjmujący swój los Murughan (Mammootty) 25 lat temu przyjechał z tamilskiej wioski do Kerali. Straciwszy 2 lata temu żonę czule troszczy się o trójkę dzieci prasując po domach cudze ubrania. Szczególną czułość budzi w ojcu najmłodsza, niewidoma od urodzenia dziewczynka, Mulli. Pewnego dnia pojawia się nadzieja na odzyskanie przez nią wzroku. Ujęta jej pogodą chorująca na raka kobieta obiecuje jej oddać po śmierci swoje oczy.

## Nagrody
- Mammootty i Padmapriya - Nagroda Filmfare dla Południowych Indii.
- Nagrody Kerala Film Critics Association dla Mammootty, Malaviki i Padmapriyi
- National Film Awards za najlepszy film rodzinny

## Piosenki (śpiewają)
1. Mazhayil Rahiri Mazhayil (Manjari)
2. Venmukiletho (Jayachandran)
3. Venmukiletho (Sheela Mani)